# Bracieux
Bracieux – miejscowość i gmina we Francji, w Regionie Centralnym, w departamencie Loir-et-Cher.
Według danych na rok 1990 gminę zamieszkiwało 1157 osób, a gęstość zaludnienia wynosiła 392 osoby/km² (wśród 1842 gmin Regionu Centralnego Bracieux plasuje się na 340. miejscu pod względem liczby ludności, natomiast pod względem powierzchni na miejscu 1408.).